# Akunk', Vardenis (ort)
Akunk' är en ort i Armenien.   Den ligger i provinsen Gegharkunik, i den östra delen av landet, 100 kilometer öster om huvudstaden Jerevan. Akunk' ligger 1 961 meter över havet och antalet invånare är 3 444.
Terrängen runt Akunk' är kuperad söderut, men norrut är den platt. Närmaste större samhälle är Vardenis, 2,7 kilometer norr om Akunk'.
Trakten runt Akunk' består i huvudsak av gräsmarker. Runt Akunk' är det ganska tätbefolkat, med 72 invånare per kvadratkilometer.